# 学校法人南陵学園
学校法人南陵学園（がっこうほうじんなんりょうがくえん）とは、日本の学校法人。旧称は学校法人国際開洋学園（がっこうほうじんこくさいかいようがくえん）。

## 概要
静岡県菊川市に本部を置き、静岡県や和歌山県で複数の学校を運営している。2009年2月、理事長の井脇ノブ子が「生徒数の減少が続いており、今後、2校を統合する方向で検討する。学校法人や財団法人の理事長は辞める」と会見し、設置校の統合と理事長の交代が発表された。理事長は菊池伸幸に交代したが、学校の統合については同年3月3日の理事会決議により、少なくとも2009 - 11年度には行わないこととなった。2011年12月22日、静岡地方裁判所に対して民事再生手続きの開始を申し立てた。

## 設置している学校
- 菊川南陵高等学校（静岡県菊川市）
- 和歌山南陵高等学校（和歌山県日高郡日高川町）

※旧校名は「海洋」と付いたものの、菊川市も日高川町もどちらも海に面していない。

## 国際開洋学園時代の問題点

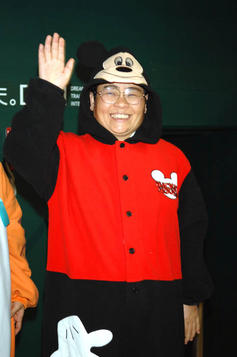
初代理事長井脇ノブ子

### 借入金未返済
国際開洋学園は住宅金融公庫、日本私立学校振興・共済事業団から8億3000万円を借り入れているが、2002年頃から返済不能になっていると指摘されている。2007年の『週刊文春』の取材によると、国際開洋学園の財務諸表上の負債合計は8億6800万円、登記簿の負債合計は約8億3000万円に上るとされる。

#### 生徒数の減少
借入金を返済しない理由について、当時の理事長井脇ノブ子は生徒数の減少による経営の悪化であると説明している。2007年のインタビューにおいて、井脇は「毎月の返済は二百十万円の予定でこれを払えば問題ない」ものの「生徒数が三百六十人いたとき」なら弁済可能な額だが、「今は百二十人しかいない。月百三十万円しか払えない」と主張している。

#### 債務不存在訴訟
住宅金融公庫から法人が借り入れた約3億5000万円の返済が滞り、連帯保証人の相続人が法人に代わって返済を求められたため、相続人が井脇や住宅金融支援機構を相手取り東京地方裁判所に提訴する異例の事態となっている。
連帯保証人とされているのは財団法人沖縄協会専務理事だった男性だが既に死亡している。それから17年後の2005年、遺族は住宅金融公庫から督促され初めて連帯保証の存在を知ったとされる。遺族らによると、法人と公庫が契約する際に作成した委任状の署名の筆跡が専務理事の筆跡ではないとし、偽造された委任状は無効であり債務は不存在である、との確認を求めている。遺族側からは「元専務理事は契約時に七十五歳で、長期返済の借金の連帯保証人としては不自然だ」と指摘している。
井脇は「委任状は実印もあり、偽造などということは絶対にない。連帯保証人を別の人に変更するめどもついており、訴訟は取り下げられるはずだ」と主張している。また、住宅金融支援機構から専務理事の遺族が競売を求められている点について、井脇の説明によれば、二階俊博に相談したところ「いま（二階グループの）金子善次郎先生が（機構を所管する）国土交通省の政務官でしょ。先生が住宅局長に相談してみてくれんか、と頼んでくれた」ので競売は食い止められるとしているが、「代議士の借金に政治力を使うとすれば、これも大問題」と指摘されている。

#### 住宅金融公庫とのトラブル
井脇は借入金が返済できないため住宅金融公庫に相談に行ったところ「所長がすごい悪い奴で『お前保険に入っているやろうが。保険で殺したら全部できるやろうが』という言い方をした」と主張している。しかし、住宅金融支援機構は「当機構は((顧客の))生命保険への加入を把握する立場になく、その加入を前提とした相談を行うことはあり得ません」と指摘している。

#### 債務返済訴訟
日本私立学校振興・共済事業団は、国際開洋学園に4億7800万円を融資していたが、返済が滞っていた。そのため、2007年12月、日本私立学校振興・共済事業団は、3億2000万円の返済を求めて国際開洋学園を東京地方裁判所に訴えた。その後、両者の間で和解が成立した。

### 選挙支援
第44回衆議院議員総選挙に井脇が大阪11区から立候補したことに際し、法人傘下の高等学校の教員のほとんどが選挙に動員され、1ヶ月近く正常な授業が行われなかったとの証言がある。

### 劣悪な寮生活
国際開洋第一高等学校は全寮制の高等学校だが、寮では朝食は飯と味噌汁に肉団子2つのみ、昼食は食パンとジャムのみ、といったメニューが続き、「食事の質も最悪」と指摘されている。OBの保護者の証言によると、惨状を見かねた父母らが人数分の食材を定期的に送ったこともあったが、その食材が食卓に上ることはほとんどなかったという。さらに、OBの証言によれば、ボイラーが壊れたまま放置されていたため、生徒は水のシャワーや水風呂を利用していたという。井脇の事務所は「一方的な意見だけで、もっと客観的に冷静にご判断いただけたら幸いに存じます」と反論している。

### 地元とのトラブル
『週刊文春』の取材によると、国際開洋第一高等学校は、地元ではほとんどの業者から取引を中止されたため、職員による買い出しで食料を調達しているとされる。過去には、同校が水道料金を支払わないことが問題化し、静岡県小笠郡小笠町町長黒田淳之助（のちの菊川市市長職務代理者）が、卒業式の際に教頭に直談判し支払いを求めている。黒田は「井脇さんは国会議員をしている場合じゃない。生徒のためを思うなら、学校にいなきゃ駄目だ」と指摘している。